# Pitcairnia carnea
Pitcairnia carnea là một loài thực vật có hoa trong họ Bromeliaceae. Loài này được Beer miêu tả khoa học đầu tiên năm 1858.